# 泉町 (栃木市)
泉町（いずみちょう）は、栃木県栃木市の地名。郵便番号は328-0014。
　

## 地理
栃木地区北部に位置し、東は平柳町・日ノ出町、西は嘉右衛門町・錦町、南は万町、北は昭和町と接している。

## 世帯数と人口
2017年（平成29年）8月31日現在の世帯数と人口は以下の通りである。
| 町丁 | 世帯数  | 人口  |
| ---- | ------- | ----- |
| 泉町 | 339世帯 | 781人 |

## 施設
金融
- 中央労働金庫栃木支店
- 栃木銀行栃木支店

郵便
- 栃木蔵の街郵便局

寺院
- 雲龍寺
- 常通寺

その他
- 日本棋院栃木支部

## 交通

### バス
蔵の街観光バス
■蔵の街循環「のらっせ号」
- (16) 嘉右衛門町通入口

### 道路
主要地方道
- 栃木県道2号宇都宮栃木線（宇都宮街道）
- 栃木県道3号宇都宮亀和田栃木線（蔵の街大通り）

市道
- 嘉右衛門町通り（日光例幣使街道）

## 小・中学校の学区
市立小・中学校に通う場合、学区は以下の通りとなる。
| 番地 | 小学校                 | 中学校               |
| ---- | ---------------------- | -------------------- |
| 全域 | 栃木市立栃木第三小学校 | 栃木市立栃木東中学校 |